# Beihania hyatti
Beihania hyatti is een vlinder uit de familie spinneruilen (Erebidae). De wetenschappelijke naam is voor het eerst geldig gepubliceerd in 1967 door Wiltshire.
De soort komt voor in tropisch Afrika.